# 克里普陀
克里普陀股份公司（英語：Crypto AG），是一家瑞士通訊密碼設備公司，1952年的二戰後改組設立，銷售加密法設計服務和相關加密設備。该公司于1952年至1992年的四十年间受到美国中央情报局与德国联邦情报局的直接控制。德国退出该情报项目后，美国中央情报局单独控制该公司直至2018年。

## 历史
最初俄裔瑞典人鲍里斯·哈格林在瑞士成立公司名為AB Cryptoteknik為本公司前身，其1920年就在斯德哥爾摩創立，該公司生產了Damm擁有專利的C-36機械密碼機。二戰期間早期投資者哈格林擁有該公司實際控制權，其主打將設備銷售給美軍，當德國於1940年入侵挪威時，他從瑞典移居到美國並向軍隊展示了該設備，然後又將該設備帶到了信號情報局，最後他獲得了許可協議，並在戰爭期間為美軍製造了14萬台。之後與威廉姆·弗里德曼成為密友此人日後成為美國國安局首席密碼專家，同時也輾轉認識了一位律師Stuart Hedden，此人日後成為中情局副局長。
1948年後公司註冊地搬往瑞士節稅，同時在列支敦士登成立了一家控股公司。

## 醜聞
其生產的双椭圆曲线确定性随机比特生成器於2006年被披露整體設計有故意預留的瑕疵，讓知曉後門者能取決於機率部分破譯加密訊息知道內文的概梗。多數國家長期懷疑該公司是美國中情局關係企業，用以在銷售密碼設備和編碼服務過程中刺探情報和與留後門供美方使用，早於1992年中東被捕的一名該公司員工透露公司與美方的合作後事件就上升至一般民眾的輿論領域中，各國也多數認知此一公司的嫌疑。
1995年12月4日《巴尔的摩太阳报》就报道了该公司受美国国家安全局（NSA）操控，在设计加密机时留有技术后门，以及该公司推销员在伊朗被以间谍罪羁押9个月，公司出资100万美元保释回来后向该员工追索这100万元美元费用。
2019年被瑞士媒體又大幅重提此事，之後瑞士政府宣布任命一個特別調查官調查此公司。《華盛頓郵報》與德國电视二台（ZDF）聯合報導追蹤此事，發現埃及和利比亞、伊朗20世紀歷史上的一些諜報懸案可能都與此公司設備的後門有關 。報導中並認為除了蘇聯與中國全程自製加密工業能確保安全之外，其他120多個使用過該公司產品的國家都可能被長期竊密。